# District de Vierzon
Le district de Vierzon est une ancienne division territoriale française du département du Cher de 1790 à 1795.
Il était composé des cantons de Vierzon Village, Graçay, Lury, Mehun et Neuvy.